# Atlético Cabeceirense
O Atlético Cabeceirense, um clube de Cabeceiras de Basto, distrito de Braga. , carregado de união, alegria e tradição. Que nos dias de hoje honram o passado e soam pelas vitórias do futuro.

## História
O clube foi fundado em 1 de Junho de 1946 e o seu atual presidente é Nelson Martins (2024/2025). 
Na época de 2005-2006, a equipa de futebol de seniores participou no campeonato da 3ª divisão, série A. 
Durante várias épocas foi um dos clubes na disputa pela Taça de Portugal, tendo no total 37 jogos para essa competição. 
O clube inativo desde a época de 2017/2018 voltou à atividade na época de 2024/2025 na AF Braga.
| AF BRAGA         | AF BRAGA  | AF BRAGA  | AF BRAGA |
| ---------------- | --------- | --------- | -------- |
| TAÇA DE HONRA    | 1980/1981 |           |          |
| TAÇA AF BRAGA    | 1972/1973 |           |          |
| DIVISÃO DE HONRA | 2002/2003 |           |          |
| 1º DIVISÃO       | 1971/1972 | 1973/1974 |          |

### Estádio
A equipa de futebol disputa os seus jogos caseiros no Estádio António José Queirós Gomes Pereira.

### Equipamento e patrocínio
A equipa enverga equipamento da marca Adidas e tem o patrocínio de Anglotex.